# حسن‌آباد (اشکنان)
حسن‌آباد روستایی در دهستان کال بخش اشکنان شهرستان لامرد استان فارس ایران است.

## جمعیت
بر پایه سرشماری عمومی نفوس و مسکن در سال ۱۳۹۵ جمعیت این روستا ۶۲ نفر (۱۳ خانوار) بوده‌است.